# The Legend of Zelda (computerspelserie)
The Legend of Zelda (ゼルダの伝説, Zeruda no Densetsu, letterlijk vertaald: De Legende van Zelda) is een computerspelserie, bedacht door Shigeru Miyamoto, waarvan de eerste game in 1986 voor het Japanse Famicom Disk System uitkwam.
Deze fantasyserie draait om de jeugdige held Link (het speelbare personage), de jonge prinses Zelda, en de koning van het kwaad: Ganon(dorf). Op bijna alle tot nu toe uitgebrachte platforms van Nintendo: waaronder Nintendo Entertainment System, Super Nintendo Entertainment System, Game Boy,Game Boy Color, Game Boy Advance, Nintendo 64, Nintendo GameCube, Wii, Nintendo DS, Nintendo 3DS, Wii U en Nintendo Switch is een The Legend of Zelda-spel verschenen.

## Geschiedenis
Het eerste spel, The Legend of Zelda, kende een overweldigend succes. Er volgden dan ook vele vervolgtitels, waarvan het in 1998 verschenen The Legend of Zelda: Ocarina of Time voor de Nintendo 64 wel de populairste was. Veel gamers beschouwen de Zelda-spellen als de beste spellenreeks die er tot op heden te vinden is. De reeks is dan ook overal ter wereld immens populair. In 2017 kwam The Legend of Zelda: Breath of the Wild uit voor de Wii U en Nintendo Switch.
Elk spel heeft zijn eigen verhaal, maar ook zijn er elementen, personages en bepaalde volken die in veel spellen terugkomen. De spellen zijn niet in chronologische volgorde uitgebracht: elke game gaat over een apart tijdperk.
Zelda is de prinses die vaak moet worden gered door de dappere avonturier Link. Door de naam van de serie denken veel mensen ten onrechte dat Zelda het speelbare personage is. Het idee achter de naam Link is dat dit personage de link is tussen de speler en het spel. Zijn naam kan ook wijzen op de speculatie dat de legende zich telkens herhaalt: het verhaal van een opkomend kwaad en een held die het kwaad verslaat komt in elk tijdperk terug, en deze gebeurtenissen staan met elkaar in verbinding.
Centraal in de epiek staat de Triforce. Deze heilige relikwie stelt de bezitter ertoe in staat diens wensen in te willigen. Ze bestaat uit drie delen: Kracht (Ganon), Moed (Link) en Wijsheid (Zelda). In de spellen draait het er vaak om dat de antagonist van de serie, Ganondorf, de Triforce in zijn bezit heeft gekregen en absolute macht wenst.
De spellen vallen in de categorie Rollenspel en Action-adventure, en draaien doorgaans om gevechten en puzzels en hebben een epische verhaallijn. Een aantal van de nieuwere games is volledig in 3D, maar ook worden er nog tweedimensionale Zelda-spellen uitgebracht. Niet alle spellen volgen de hoofdverhaallijn en in sommige komen Zelda en Ganon niet eens voor.

## Fictieve wereld
De wereld waarin de Zelda-spellen zich afspelen is werkelijk enorm. Naast het hoofdgebied Hyrule, bestaan er nog enkele andere gebieden, die samen een geheel vormen van een fictieve wereld. De meeste spellen uit de serie spelen zich af in en rond het koninkrijk Hyrule, maar in andere spellen staat een totaal ander land centraal als spelwereld.

## Verhaal
In de meeste gevallen draait het verhaal van The Legend of Zelda om het verkrijgen van het meesterzwaard om het kwaad dat de wereld wil vernietigen te kunnen verslaan. De Triforce speelt meestal een centrale rol die het lot van Link, Zelda en Ganon bij elkaar brengt. 

### Wereld
The Legend of Zelda speelt zich voornamelijk af in het koninkrijk van Hyrule, een fantasiewereld geïnspireerd op de West-Europese middeleeuwen. Een groot deel van hoe Hyrule is ontstaan wordt verteld in A Link to the Past, Ocarina of Time, The Wind Waker, Twilight Princess, Skyward Sword en A Link Between Worlds.  De belangrijkste inwoners van Hyrule zijn elfachtige mensachtigen met puntige oren genaamd Hylians. Naast Hyrule zijn er een aantal werelden met hun eigen achtergrondverhalen. Het modieuze Hytopia is verbonden met Hyrule, terwijl Labrynna en Holodrum twee losstaande werelden zijn. De werelden Termina en Lorule zijn een parallel van Hyrule en Koholint is een eiland ver van Hyrule, dat slechts in een droom blijkt te bestaan.

### Legende

#### Hyrule en de Triforce
De Triforce is een krachtig relikwie dat drie godinnen genaamd Din, Farore en Nayru achter lieten toen zij naar de hemel vertrokken na het creëren van de wereld van Hyrule. Dit relikwie vervult elke wens van diegene die het in handen heeft, ongeacht of die goed- of kwaadwillend is, en werd verbogen in een alternatieve wereld dat bekend staat als het Gouden Land ('Golden Land') of het Heilige Land ('Sacred Realm'). De Triforce staat voor kracht, wijsheid en moed en kan alleen bemachtigd worden door iemand die in zijn hart gelijke delen krachtig, wijs en moedig is. Wanneer iemands ware aard anders is, krijgt die slechts een van de drie delen en worden de andere twee twee delen toegewezen aan twee anderen. Het Heilige Land fungeert als een soort spiegel van het hart en verandert in een paradijs of duistere wereld afhankelijke van of de bezoeker goed- of kwaadwillend is.

#### Hylia en het Meesterzwaard
Demonkoning Demise probeert de Triforce te bemachtigen, maar na een lang gevecht tegen godin Hylia (de beschermer van het relikwie) slaagt zij erin om hem te verzegelen in haar tempel. Zij plaatst de inwoners van Hyrule en de Triforce op een eiland in de lucht om hen te beschermen en bedenkt een plan om het kwaad te verslaan: ze creëert het Godinnenzwaard voor de uitverkorene en reïncarneert als sterveling Zelda. Nadat uitverkorene Link het Godinnenzwaard tot Meesterzwaard heeft gesmeed met de krachten van Din, Farore en Nayru is het klaar om het onheil te verslaan. Hylia's plan slaagt en Demise wordt vernietigd, maar hij vervloekt daarbij alle afstammelingen van Zelda en Link die tot in den oneindigheid geplaagd zullen worden door het kwaad.

## Spellen
| Jaar | Titel                                       | Platform                        |
| ---- | ------------------------------------------- | ------------------------------- |
| 1986 | The Legend of Zelda                         | NES                             |
| 1987 | Zelda II: The Adventure of Link             | NES                             |
| 1991 | The Legend of Zelda: A Link to the Past     | SNES                            |
| 1993 | The Legend of Zelda: Link's Awakening       | Game Boy                        |
| 1998 | The Legend of Zelda: Ocarina of Time        | Nintendo 64                     |
| 2000 | The Legend of Zelda: Majora's Mask          | Nintendo 64                     |
| 2001 | The Legend of Zelda: Oracle of Seasons      | Game Boy Color                  |
| 2001 | The Legend of Zelda: Oracle of Ages         | Game Boy Color                  |
| 2002 | The Legend of Zelda: The Wind Waker         | Nintendo GameCube               |
| 2004 | The Legend of Zelda: The Minish Cap         | Game Boy Advance                |
| 2005 | The Legend of Zelda: Four Swords Adventures | Nintendo GameCube               |
| 2006 | The Legend of Zelda: Twilight Princess      | Nintendo GameCube, Nintendo Wii |
| 2007 | The Legend of Zelda: Phantom Hourglass      | Nintendo DS                     |
| 2009 | The Legend of Zelda: Spirit Tracks          | Nintendo DS                     |
| 2011 | The Legend of Zelda: Skyward Sword          | Nintendo Wii                    |
| 2013 | The Legend of Zelda: A Link Between Worlds  | Nintendo 3DS                    |
| 2015 | The Legend of Zelda: Tri Force Heroes       | Nintendo 3DS                    |
| 2017 | The Legend of Zelda: Breath of the Wild     | Nintendo Wii U, Nintendo Switch |
| 2023 | The Legend of Zelda: Tears of the Kingdom   | Nintendo Switch                 |
| 2024 | The Legend of Zelda: Echoes of Wisdom       | Nintendo Switch                 |

### Remakes en verzameldisks
| Jaar | Titel                                                      | Platform          |
| ---- | ---------------------------------------------------------- | ----------------- |
| 1998 | The Legend of Zelda: Link's Awakening DX                   | Game Boy Color    |
| 2001 | The Legend of Zelda: A Link to the Past & Four Swords      | Game Boy Advance  |
| 2003 | The Legend of Zelda: Collector's Edition                   | Nintendo GameCube |
| 2003 | The Legend of Zelda: Ocarina of Time Master Quest          | Nintendo GameCube |
| 2004 | The Legend of Zelda voor de NES Classic Series             | Game Boy Advance  |
| 2004 | Zelda II: The Adventure of Link voor de NES Classic Series | Game Boy Advance  |
| 2011 | The Legend of Zelda: Ocarina of Time 3D                    | Nintendo 3DS      |
| 2011 | The Legend of Zelda: Four Swords Anniversary Edition       | DSiWare           |
| 2013 | The Legend of Zelda: The Wind Waker HD                     | Nintendo Wii U    |
| 2015 | The Legend of Zelda: Majora's Mask 3D                      | Nintendo 3DS      |
| 2016 | The Legend of Zelda: Twilight Princess HD                  | Nintendo Wii U    |
| 2019 | The Legend of Zelda: Link's Awakening (remake)             | Nintendo Switch   |
| 2021 | The Legend of Zelda: Skyward Sword HD                      | Nintendo Switch   |

### Spin-offs
| Jaar | Titel                                  | Platform        |
| ---- | -------------------------------------- | --------------- |
| 1989 | Zelda                                  | Game & Watch    |
| 2007 | Freshly-Picked Tingle's Rosy Rupeeland | Nintendo DS     |
| 2007 | Link's Crossbow Training               | Nintendo Wii    |
| 2014 | Hyrule Warriors                        | Nintendo Wii U  |
| 2016 | Hyrule Warriors Legends                | Nintendo 3DS    |
| 2018 | Hyrule Warriors Definitive Edition     | Nintendo Switch |
| 2019 | Cadence of Hyrule                      | Nintendo Switch |
| 2020 | Hyrule Warriors: Age of Calamity       | Nintendo Switch |

### Secundaire spellen
Onder secundaire spellen worden spellen verstaan die niet zijn ontwikkeld door Nintendo zelf en niet als Zelda games zijn erkend.
| Jaar | Titel                      | Platform |
| ---- | -------------------------- | -------- |
| 1993 | Link: The Faces of Evil    | CD-i     |
| 1993 | Zelda: The Wand of Gamelon | CD-i     |
| 1995 | Zelda's Adventure          | CD-i     |

## Trivia
- The Legend of Zelda was het eerste spel ooit dat een save-functie had om de spelvoortgang op te slaan.
- Veel spellen uit de serie hebben een gouden cartridge of verpakking.
- Verschillende Zelda-personages komen voor in de Super Smash Bros. serie en Super Mario Maker. Link is een speciaal personage in de GameCube versie van Soul Calibur II en verkrijgbaar als DLC voor Mario Kart 8.

## Personages
- Link - Het hoofdpersonage; de held van het verhaal. Hij staat voor Moed. In The Legend of Zelda: Twilight Princess kan hij in een wolf veranderen.
- Zelda - De prinses van Hyrule. Ze staat voor de Wijsheid.
- Sheik - In The Legend of Zelda: Ocarina of Time vermomt Zelda zich als Sheik. Op deze manier probeert ze verborgen te blijven voor Ganondorf maar ook Link te helpen.
- Tetra - Tot nu toe alleen in The Legend of Zelda: The Wind Waker en The Legend of Zelda: Phantom Hourglass verschenen. Ze is de leider van een bende piraten. Ze is de reïncarnatie van Zelda, waardoor zij dus staat voor Wijsheid.
- Vaati - De slechterik in onder meer The Legend of Zelda: The Minish Cap en The Legend of Zelda: Four Swords Adventures. Het is een kwade windtovenaar, die de macht van Zelda voor zichzelf wilt hebben.
- Midna - de prinses van de schemerwereld, reist samen met Link door Hyrule in The Legend of Zelda: Twilight Princess. Een fan-favoriete onder The Legend of Zelda fans
- Ghirahim - Van origine is hij het zwaard van Demise en heeft Demise gebruikt als last resort om hem weer tot leven te wekken zodat hij de wereld opnieuw kon veroveren.
- Demise - Hij is de Originele "Ganondorf" voordat hij werd gereïncarneerd in de eerste Ganondorf van Ocarina of Time, hij sprak een vloek uit over Link en Zelda, dat zijn haat, voor altijd zal reïncarneren om achter de geest van de held en het bloed van de godin aan te gaan en hen te doden
- Ganondorf - Hij is de grootste slechterik in de meeste Zelda spellen. Hij is ook speelbaar in de Super Smash Bros. serie. Hij staat voor Kracht.
- Ganon (Het kwaad) - In bepaalde spellen verandert Ganondorf in deze beestachtige vorm. Het is Ganondorf in zijn pure vorm, als kwaadaardige entiteit.
- Twinrova - De twee heksen Koume (vuurheks) en Kotake (ijsheks) die Ganon oproepen in Oracle of Ages en Oracle of Seasons. Tevens tempel eindbaas in The Legend of Zelda: Ocarina of Time.
- Tingle - Een klein mannetje die geobsedeerd is door feeën en Rupees (de fictieve munteenheid in de spellen). In het spel The Legend of Zelda: Majora's Mask maakt hij Maps (landkaarten) die je bij hem kan kopen. Tingle heeft ook zijn eigen game genaamd Freshly-Picked Tingle's Rosy Rupeeland voor de Nintendo DS.
- Farore, Din en Nayru - Respectievelijk de godinnen van de Moed (Farore), de Kracht (Din) en de Wijsheid (Nayru). De essentie van deze drie godinnen zit in de Triforce. In sommige spellen krijgen ze een menselijke vorm of een andere naam.

- Lijst van rassen uit The Legend of Zelda:
- Hylian - Een menselijk volk met puntige oren waarmee ze de goden kunnen horen. Een paar bekende Hylians zijn Link en prinses Zelda.
- Kokiri - Een onsterfelijk volk van kinderen, wonend in Kokiri Forest en afhankelijk van de Deku Tree. In The Wind Waker verandert het volk naar de boomachtige Koroks.
- Koroks - Koroks (ook wel Woudgeesten genoemd) zijn boomachtige wezentjes die zich op de raarste plaatsen verstoppen.
- Gorons - Een sympathiek bergvolkje dat in de rotsen woont. Het teelt bommen en houdt van warmte en dansen. Ook zijn ze goed in het smeden van zwaarden.
- Zora - Een visachtig volk dat voornamelijk onder water leeft. In The Wind Waker verandert het volk naar de vogel-achtige Rito.
- Gerudo - Een volk van dieven uit de woestijn, waar Ganondorf vandaan komt.
- Minish - Een muisachtig volkje uit The Minish Cap. Vaati en Ezlo (Links partner in het spel) behoren tot de Minish.
- Kikwi's - Hoewel hun leider een enorm wezen is zijn Kikwi´s klein. Zij wonen in de Faron Woods en kunnen zich heel goed verstoppen als er bokoblins of andere gevaarlijke wezens in de buurt zijn.
- Rito - Het Rito volk is een volk van vogel-achtigen. Ze komen voornamelijk voor in The Legend of Zelda: Breath of the Wild.